# Saint-Hilaire-Foissac
Saint-Hilaire-Foissac è un comune francese di 213 abitanti situato nel dipartimento della Corrèze nella regione della Nuova Aquitania.

## Storia

### Simboli
Lo stemma è stato adottato l'8 maggio 1986 e riprende il blasone della famiglia d'Ambert.

## Società

### Evoluzione demografica
Abitanti censiti